# Gymnophora heteroneura
Gymnophora heteroneura är en tvåvingeart som beskrevs av Schmitz 1929. Gymnophora heteroneura ingår i släktet Gymnophora och familjen puckelflugor. Inga underarter finns listade i Catalogue of Life.